# M/S Wilhelm Tham

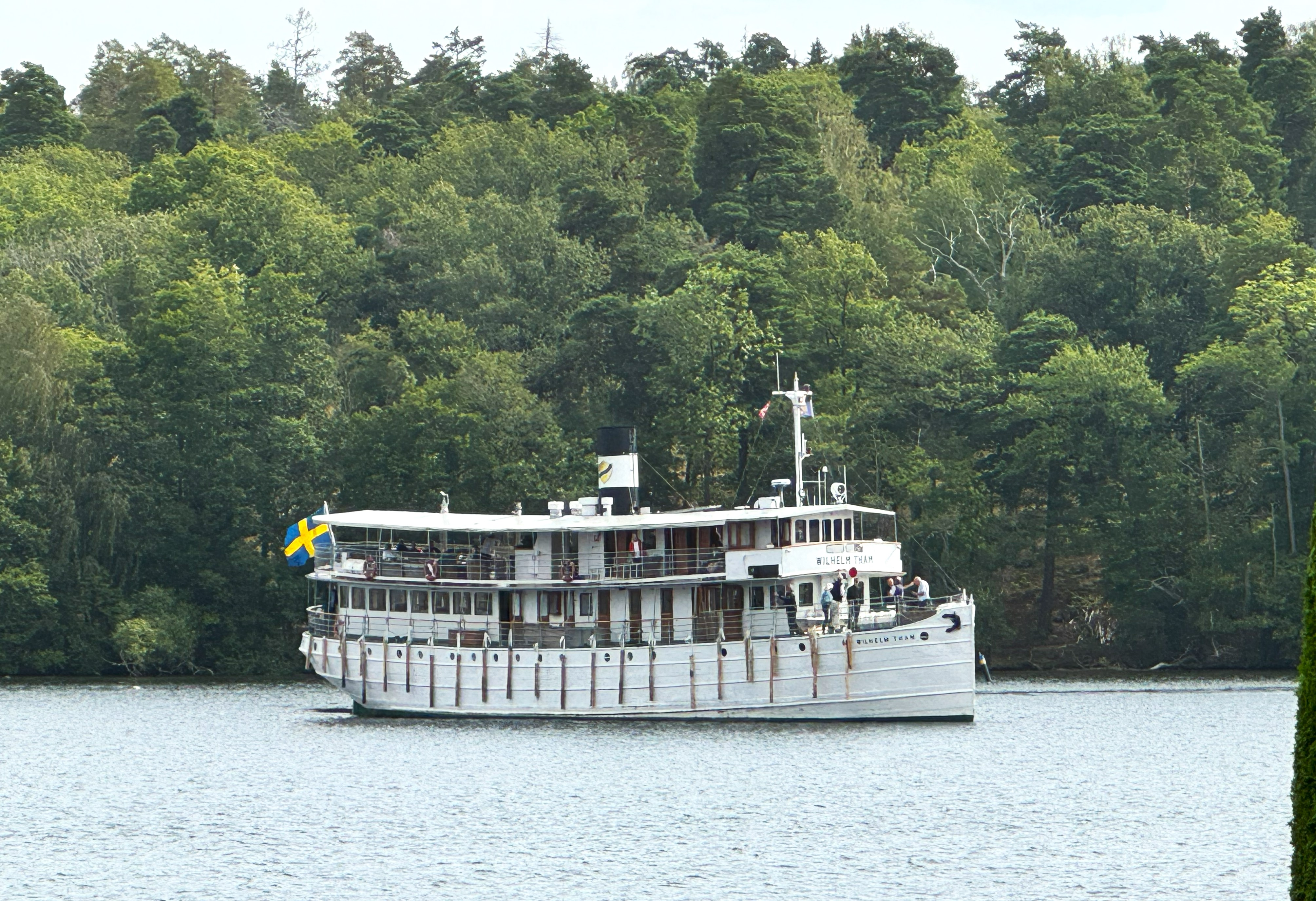
M/S Wilhelm Tham vid Drottningholms slott.

M/S Wilhelm Tham är ett fartyg som trafikerar sträckan Göteborg–Söderköping på Göta kanal. Hon byggdes på Motala Verkstad 1912. Hon har fått sitt namn efter den dåtida industrimannen och VD:n vid Husqvarna vapenfabrik, Wilhelm Tham, som avlidit året innan. Fartyget är K-märkt av Statens maritima museer.

## Bildgalleri

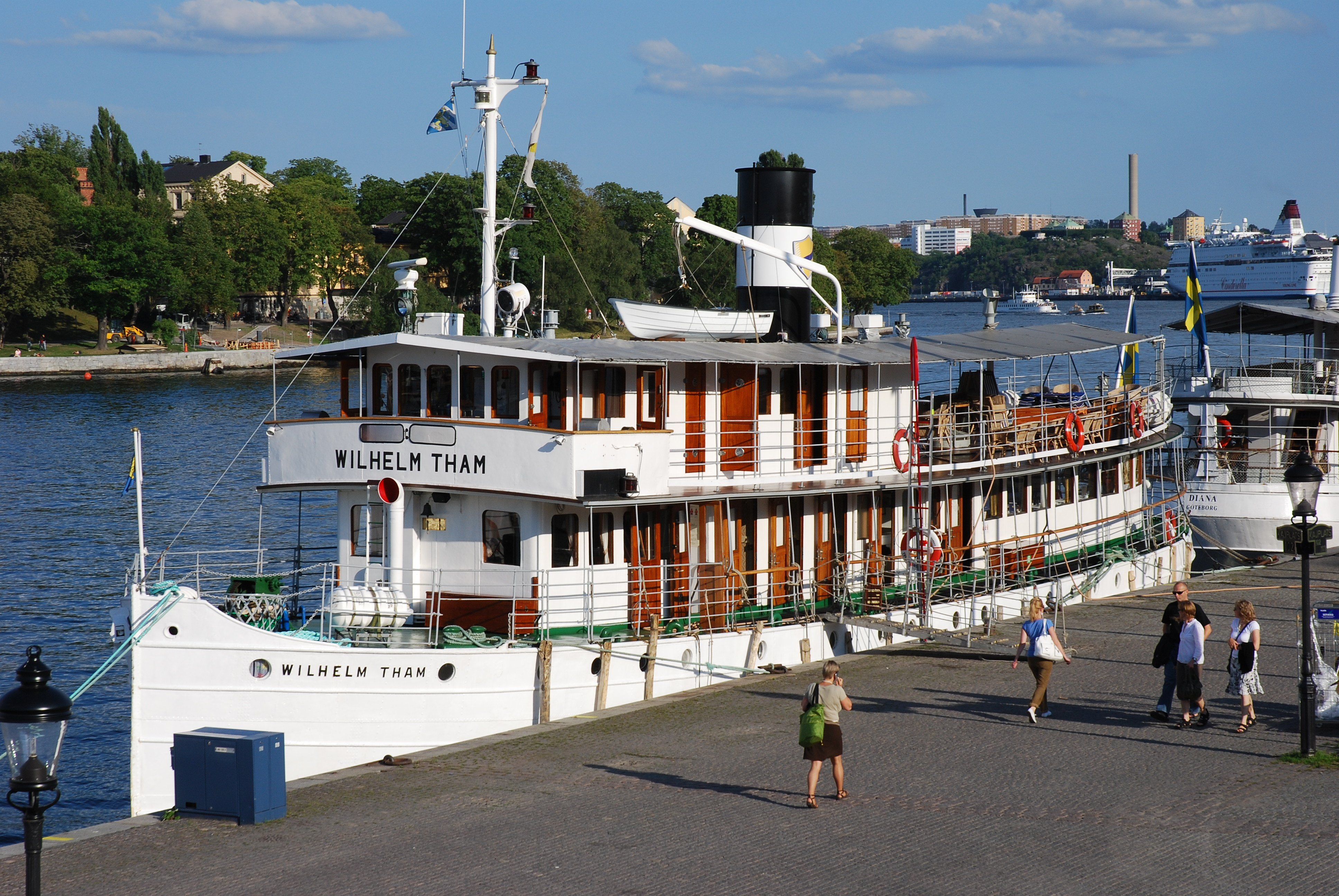
M/S Wilhelm Tham vid Skeppsbron i Stockholm i augusti 2007.
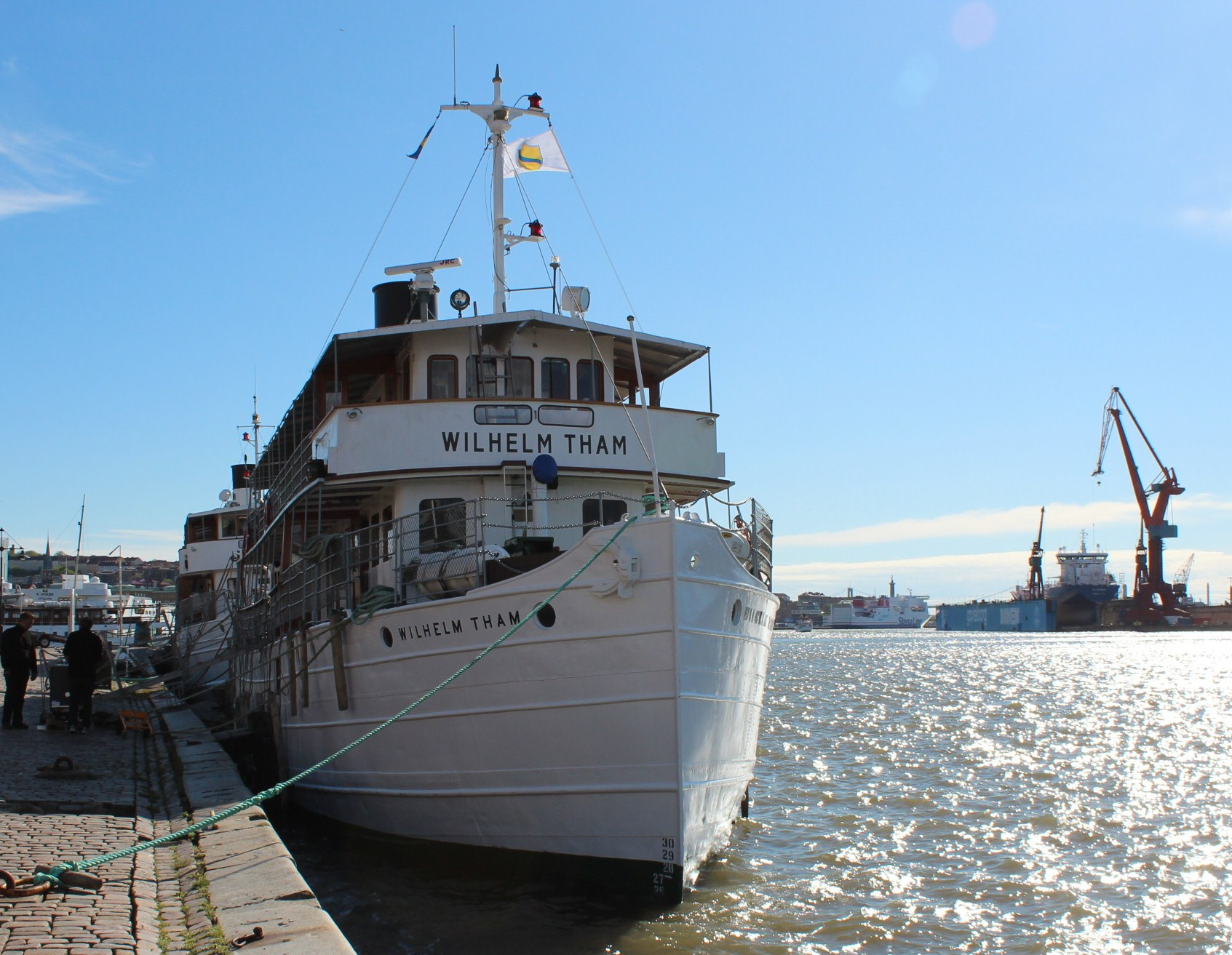
M/S Wilhelm Tham vid Packhuskajen i Göteborg i maj 2012.